# ستيفن بلاك (كاتب)
ستيفن بلاك (بالإنجليزية: Stephen Black)‏ هو كاتب جنوب أفريقي، ولد في 1880، وتوفي في 1931.